# Phreatia taiwaniana
Phreatia taiwaniana là một loài thực vật có hoa trong họ Lan. Loài này được Fukuy. miêu tả khoa học đầu tiên năm 1935.